# 塔爾諾魯達 (赫梅利尼茨基州)
49°24′49″N 26°14′13″E / 49.41361°N 26.23694°E
塔爾諾魯達（烏克蘭語：Тарноруда）是位於烏克蘭西部的村莊，由赫梅利尼茨基州裡赫梅利尼茨基區的沃洛奇斯克市鎮負責管轄。該村始建於1404年，面積1.52平方公里，海拔高度290米，2001年人口665，人口密度每平方公里437.5人。